# Schienenverteilersystem nach DIN EN 61439-1/-6

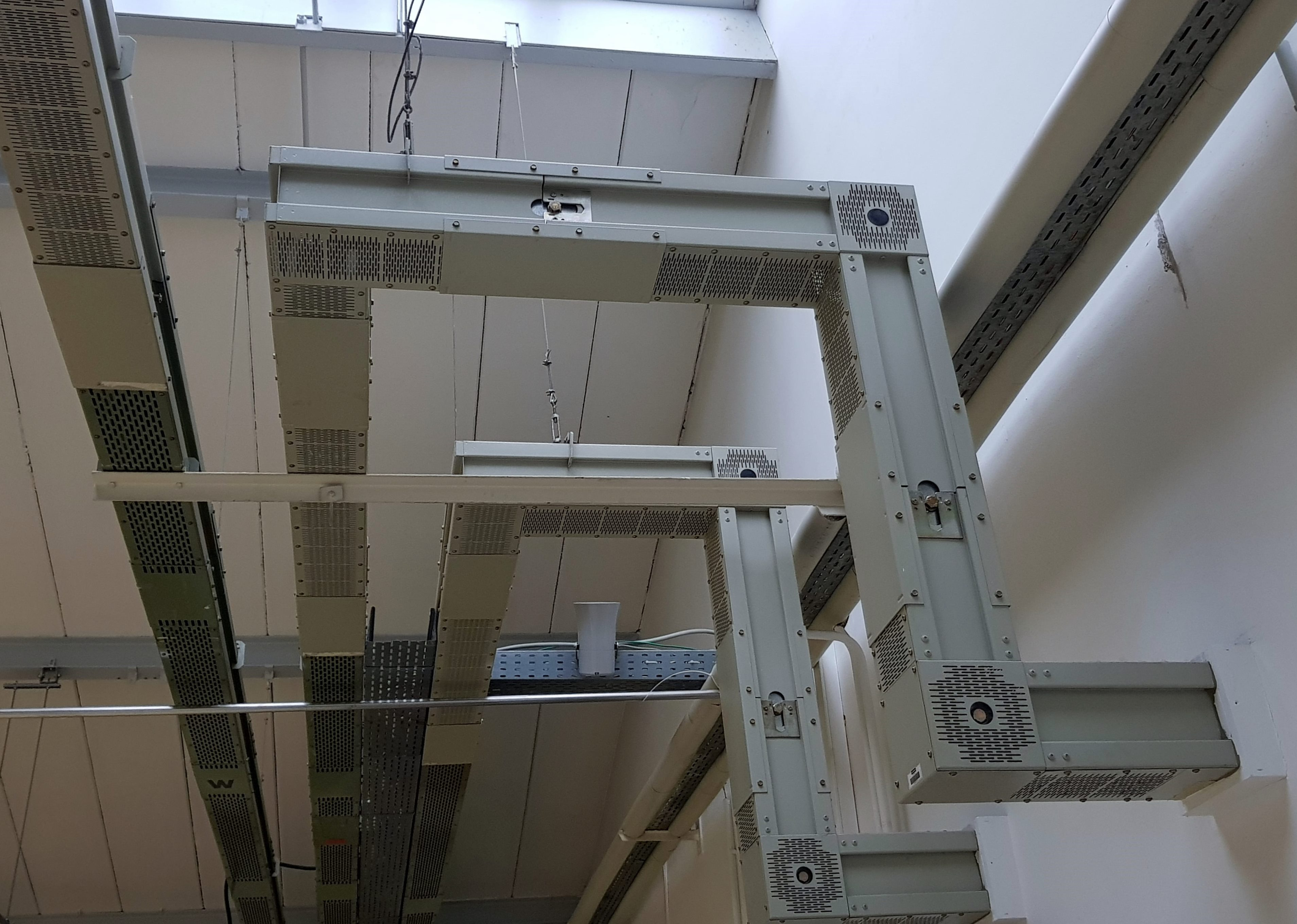
Mehrere Schienenverteilersysteme

Unter Schienenverteilersystemen versteht man ortsfeste Installationen zur Stromverteilung und -übertragung: Hierbei sind in der Regel interne isolierte Stromleiter durch ein äußeres Gehäuse gegen Berührung und Beschädigung geschützt. Die technischen Anforderungen eines Schienenverteilersystems sind in der Norm DIN EN 61439 (Niederspannungs-Schaltgerätekombinationen) definiert, wobei der Teil 6 (DIN EN 61439-6 / VDE 0660-600-6) explizit Definitionen, Betriebsbedingungen, Bauanforderungen, technische Merkmale und Anforderungen für Nachweise für Schienenverteilersystem festlegt.
Typische Anwendung für Schienenverteilersysteme sind die Niederspannungs-Stromversorgungen in industriellen Anwendungen (z. B. Fertigungsstätten, Werkstätten) oder großflächigen Gebäuden (z. B. Hochhäuser, Flughäfen).

## Geschichte
Der erstmalige Einsatz von Schienenverteilersystemen wird der amerikanischen Automobilindustrie in der Zeit vor dem Zweiten Weltkrieg zugeschrieben: Im Zuge der industriellen Fertigung wurde eine höhere Menge elektrischer Energie benötigt, welche mit Hilfe von Schienenverteilern zu den Maschinen transportiert wurde. Als Hersteller ist hier die Fa. Bulldog bekannt, die 1932 ein Schienensystem auf den US-amerikanischen Markt eingeführt hat.
Nach dem Zweiten Weltkrieg wurde diese Technologie auf dem europäischen Markt verwendet: Die ersten Schienenverteilersysteme wurden durch Hein Moeller 1950 auf dem europäischen Markt eingeführt und seit 1954 durch die Firma Klöckner-Moeller in Deutschland produziert. In Frankreich etablierte sich etwa zeitgleich die Firma Telemecanique mit dem System Canalis auf diesem Gebiet.
Normativ wurden Schienenverteiler im Jahre 1993 durch die DIN EN 60439-2 definiert, seit 2013 gilt die nachfolgende DIN EN 61439-6. (Diese Norm muss in Verbindung mit DIN EN 61439-1 (VDE 0660-600-1) gelesen werden.)

## Einsatzgebiete

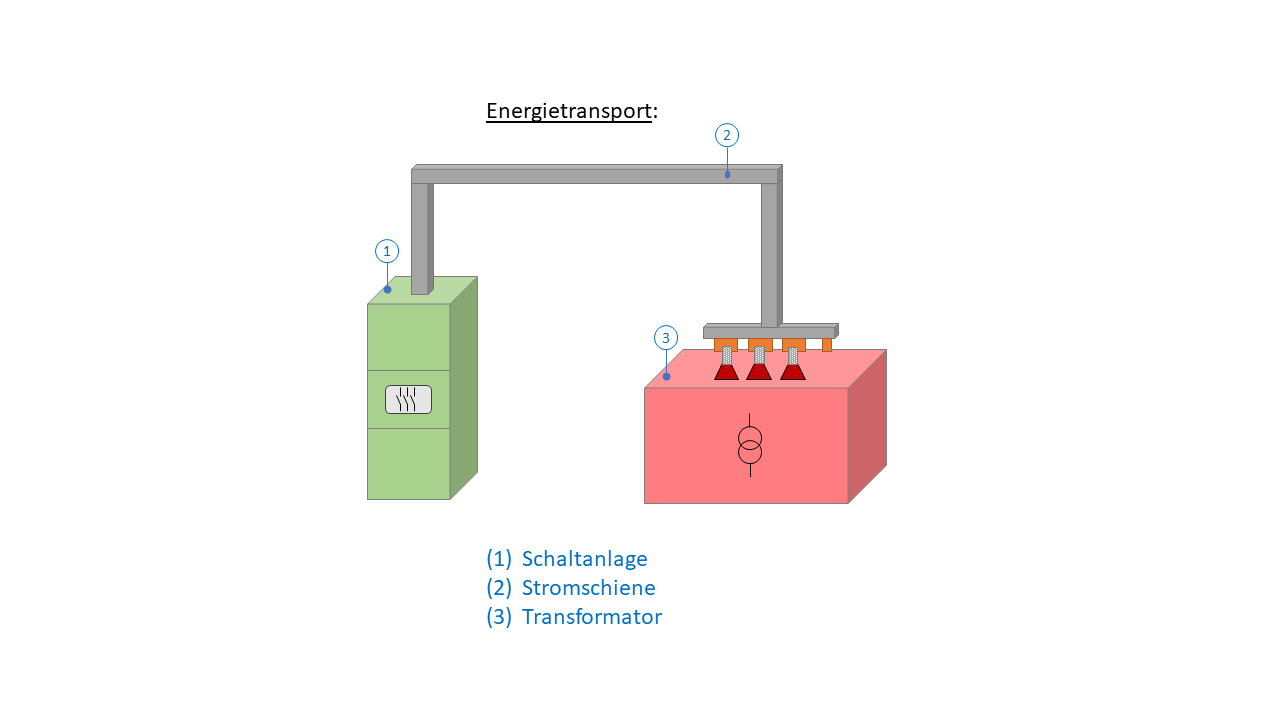
Energietransport zwischen Transformator und Schaltanlage mit Schienenverteiler

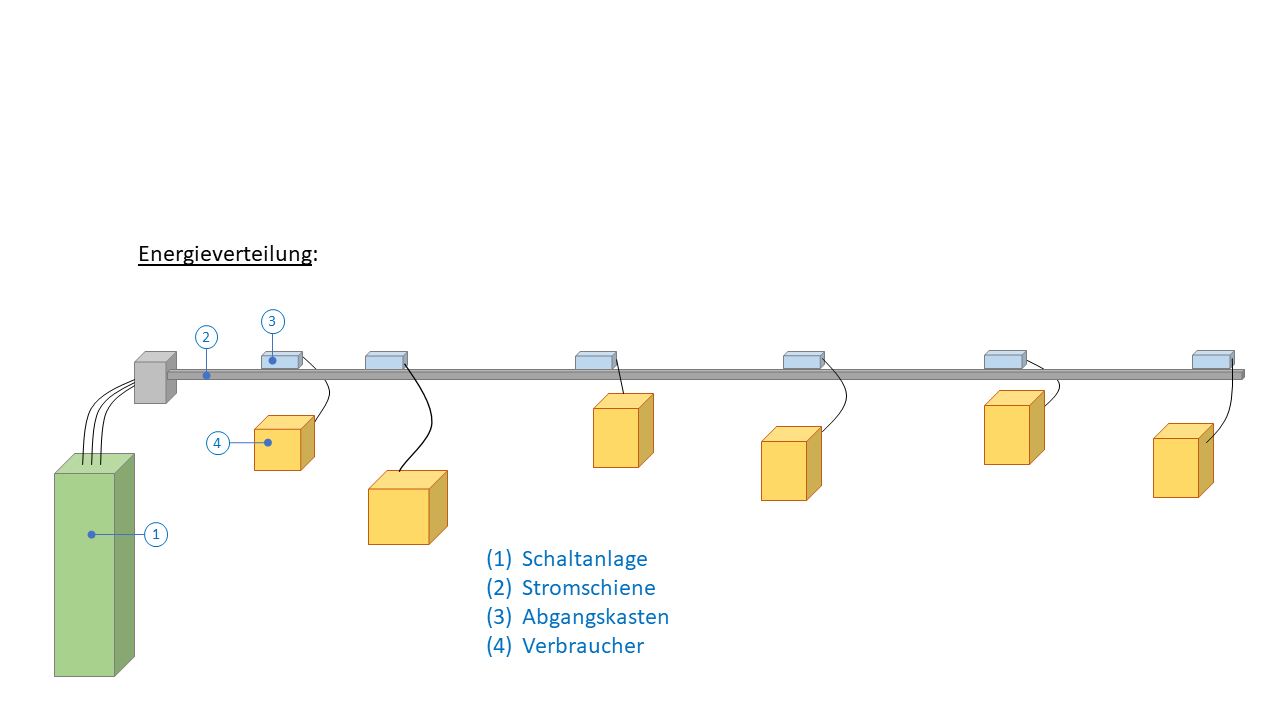
Energieverteilung zwischen Schaltanlage und Verbrauchern mit Schienenverteiler

Schienenverteilersysteme eignen sich zum Energietransport als auch zur Energieverteilung von elektrischer Energie. Hierbei bezeichnet man als Transport die Verbindung zweier elektrischer Komponenten (zum Beispiel Transformator zur Schaltanlage). Energieverteilung bezieht sich auf die Ausbringung der elektrischen Energie von einer oder mehrerer elektrischen Quellen (Beispielsweise Niederspannungs-Schaltanlagen) zu dezentralen Verbrauchern (z. B. Motoren). Hierzu werden veränderbare Abgangskästen auf das Schienensystem aufgebracht, in dem sich Schalt- und/oder Schutzorgane befinden, welche der Absicherungen der Verbraucher dient.
Der Nennstrombereich für Schienenverteilersysteme liegt im Bereich von 25 A bis zu 6300 A oder mehr. Die nominale Spannung ist durch die DIN EN 61439-1/-6 auf 1000 V AC / 1500 V DC begrenzt.

## Anbieter
Neben bekannten Elektro-Konzernen wie Schneider-Electric (Frankreich; Systeme Canalis) und Siemens (Deutschland; Systeme Sivacon 8PS) bieten auch zahlreiche mittelständische Hersteller wie EAE (Türkei), Pogliano BusBar S.r.l. (Italien), E&I (Irland) Schienenverteiler-Systeme nach DIN EN 61439-1/-6 an. Weltweit gibt es insbesondere in Asien sehr viele lokale Hersteller.

## Aufbau eines Schienenverteilersystems
Ein Schienenverteiler besteht aus einem Leitersystem (meist Aluminium oder Kupferschienen), das in einem Kanal, einer Wanne oder einem ähnlichen Gehäuse Sammelschienen enthält, die durch Isoliermaterial auf Abstand gehalten werden. Prinzipiell werden hierbei drei verschiedene Varianten unterschieden:

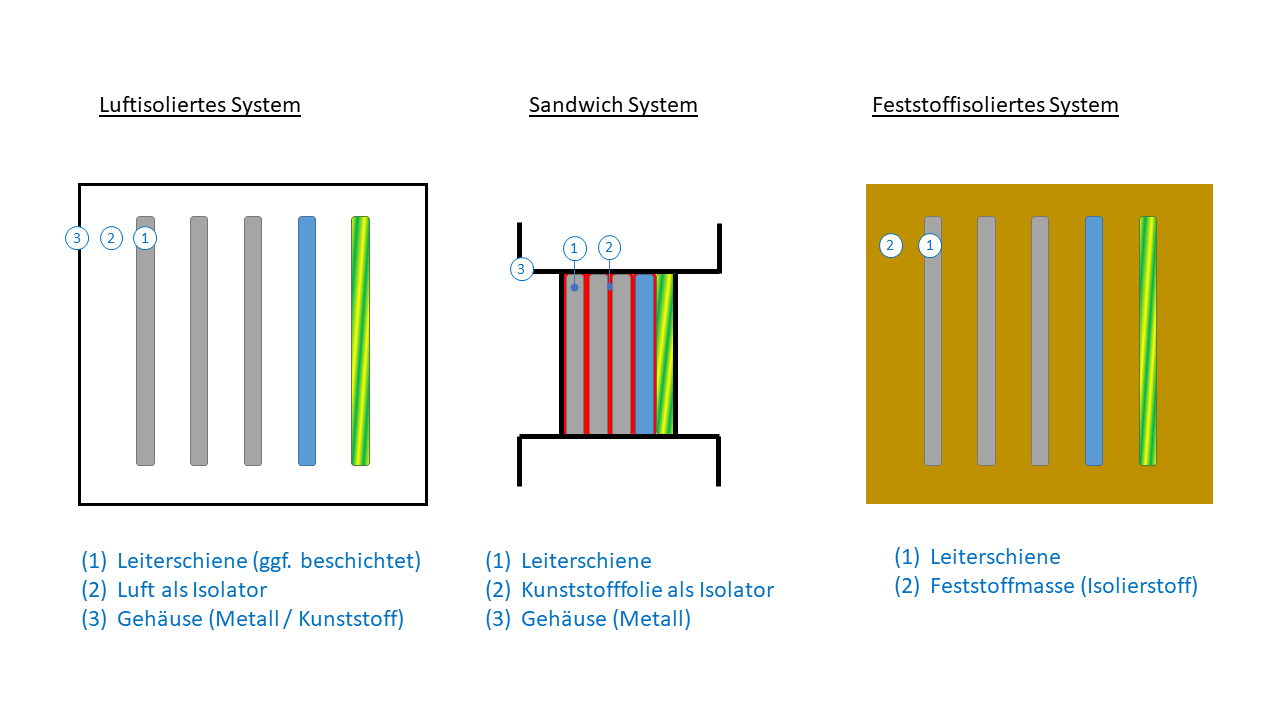
Prinzipielle Aufbauten von Schienenverteiler

### Luftisolierte Systeme
Die Leiter (mit oder ohne Isolierstoffbeschichtung) befinden sich in einem ausreichenden Abstand zueinander in einem Stromschienengehäuse. Diese Technologie ist bei niedrigen und mittleren Strömen üblich (z. B. Schneider Electric: System KN; EAE: System KO), findet aber auch im Bereich von Hochstrom (z. B. Siemens: System LD) seine Anwendung.
Die Wärmeabfuhr erfolgt je nach Schutzart des Systems über Konvektion oder eine Wärmeabstrahlung des Gehäuses.

### Sandwich-Systeme
Hierbei sind die Leiterschienen durch dünne Kunststoff-Folien voneinander elektrisch isoliert aber mechanisch aufeinandergelegt. Das Gehäuse presst das System zusammen, es sind nur geringe Luftspalte innerhalb des Schienenblocks. Eine Wärmeabfuhr erfolgt über das Gehäuse, welches oftmals wie ein Kühlkörper ausgeführt ist.

### Feststoffisolierte Systeme
Die Leiterschienen sind in eine Isolierstoffmasse eingelassen: Diese besteht aus isolierendem, aber wärmeleitfähigem Material, beispielsweise einer Expoxidharz-Mischung. Lufteinschlüsse im System sind selten. Die Wärmeabfuhr erfolgt hier auch über die Abstrahlung über die äußere Oberfläche, die oftmals aus der identischen verwendeten Isolierstoffmasse besteht.

## Funktionseinheiten eines Schienenverteilersystems

### Leiter
Die Stromleiter dienen der Übertragung der elektrischen Energie. Diese Leiter bestehen aus metallischen Werkstoffen (Kupfer oder Aluminium). Die Leiteroberfläche kann zur Verbesserung der Kontaktgabe veredelt werden, hierzu wird oftmals Zinn, in seltenen Fällen Silber verwendet. Bei Kupferleitern kann auch auf eine Verzinnung verzichtet werden, hier sind jedoch Maßnahmen zur Reduzierung des Übergangswiderstand notwendig (z. B. Reinigung der Kontaktflächen). Aluminiumleiter werden wegen Oxidation nicht ohne Oberflächenveredlung eingesetzt. Hierfür wird oftmals Zinn eingesetzt, welches jedoch eine Nickel- (oder Kupfer) Zwischenschicht benötigt. Bei der Oberflächenbehandlung ist daraus zu achten, dass sich keine funktionskritischen Whisker bilden können.
Die Anzahl der Leiter richtet sich nach der Anwendung und Netzform. Es können auch unterschiedliche Querschnitte für Außenleiter, Neutralleiter und Schutzleiter verwendet werden. Für den Schutzleiter kann auch das Gehäuse verwendet werden.

### Isolation
Um die Leiter voneinander und zum Gehäuse elektrisch zu trennen, ist eine Isolierung notwendig. Diese kann aus direkt anliegenden Isolationsstoffen (z. B. Kunststofffolien wie Mylar, Isolierstoffbeschichtungen wie Epoxy) oder ausreichenden Luftstrecken bestehen. Oftmals wird auch eine Kombination aus beidem angewendet. Die Norm DIN EN 61439-1/-6 definiert diese technischen Details.
Die Isolation muss auch im Falle eines Kurzschlusses (siehe auch Bemessungskurzzeitstromfestigkeit, DIN EN 61439-1, Kap 5.3.4) die Schienen sicher und dauerhaft voneinander trennen, hierzu werden entsprechende Prüfungen abgelegt und technische Eigenschaften dem Stromschienen-System zugeschrieben.

### Gehäuse
Das Gehäuse dient als äußerer Schutz der Leiter gegen Berührung und mechanische Beschädigung. Ein metallisches Gehäuse muss in die Schutzmaßnahme mit einbezogen werden, so dass ein Körperschluss zur Auslösung des vorgeschalteten Schutzorgans führt.

### Verbindungsstelle
Die Stromschienenelemente werden über Verbindungsstellen miteinander mechanisch und elektrisch verbunden. Hierbei sind zwei Funktionsprinzipien üblich:
- Verbindung über Klemmeneinheit: Die offenen Enden zweier Schienenverteiler werden mittels eines separaten Verbinders miteinander gekoppelt
- Direkte Verbindung: Die beiden offenen Enden zweier Schienenverteiler werden unmittelbar aufeinander kontaktiert

Zur Sicherstellung einer guten elektrischen Verbindung wird ein Flächendruck aufgebracht, dies kann durch Schraubverbindungen oder Feder-Klemmverbindungen erfolgen. Hierbei ist die Aufrechterhaltung des Flächendrucks notwendig, meist erfolgt dies über Federtechniken.
Eine Sicherstellung des ausreichenden Drehmoments wird über Abreiß-Schrauben (oder -Muttern) oder Drehmoment-Vorgaben erreicht.

## Merkmale eines Schienenverteilersystems
Zwischen Schienenverteilersystemen und konventioneller Installation mit Leitungen (‚Kabeln‘) bestehen einige Unterschiede.

### Planung
Grundsätzlich erfordert eine Installation eines Schienenverteilersystems einen erhöhten Planungsaufwand. Bereits vor der Montage müssen die räumlichen Gegebenheiten bekannt sein, um den Strangverlauf des Schienenverteilersystems festzulegen. Daraus erfolgt die Einteilung dieses Stranges in die einzelnen geometrischen Schienen-Komponenten. Hierfür ist frühzeitiges Detailwissen über den Bauraum erforderlich.
Auch elektrisch muss die Stromschiene so geplant werden, dass die maximale Anschlussleistung definiert ist, um die elektrischen Eigenschaften des Systems zu bestimmen und das System auszuwählen. Dieser Detaillierungsgrad ist bei Leitungsinstallationen erst zu einem späteren Zeitpunkt erforderlich.
Die Stromtragfähigkeit von Schienenverteilersystemen sind durch den Hersteller durch Bauartprüfungen getestet und vorgegeben. Bei elektrischen Leitungen müssen diese unter Berücksichtigung von Verlegeart, Umgebungstemperatur, maximal zulässiger Grenztemperatur ermittelt werden.

### Platzbedarf
Stromschienen können geradlinig entlang der Gebäudekontur verlegt werden. Bei Richtungsänderungen werden keine Biegeradien wie bei Kabeln benötigt. Die minimalen Biegeradien von Kabeln entsprechen gewöhnlich dem 4- bis 6-fachen Außendurchmesser wodurch sich bei paralleler Verlegung von stärkeren Kabeln mit dem vorgegebenen Abstand ein signifikanter Platzbedarf ergibt.
Bei niedrigen Stromstärken nehmen Schienenverteiler in der Regel mehr Bauraum ein als eine vergleichbare Installation mit Niederspannungsleitungen, bei hohen Stromstärken kehrt sich dieses Verhältnis um, da Kabel in der Regel thermisch weniger hoch belastet werden können.

### Brandverhalten
Elektrische Leitungen enthalten einen großen Anteil an brennbaren Isolations-, Schirmungs- und Hüllmaterialien. Diese können je nach Art des Kabels vor allem aus verschiedenen Elastomeren und Polymeren bestehen. Letztere können zur Verhinderung einer Brandausbildung Halogene wie Chlor, Fluor und Brom enthalten, welche wiederum korrosive Brandgase verursachen und somit eine toxische Wirkung haben können.
Generell geben diese Kunststoffe in einem Brandfall Verbrennungswärme, die sogenannte Brandlast, ab, welche sich in kWh/m angeben lässt.
Schienenverteilersysteme haben enthalten auf Grund der Bauweise oftmals einen geringeren Kunststoffanteil, hier sind metallische Werkstoffe auch für die äußeren Gehäuseteile dominant. Dies hat zur Folge, dass die Brandlast bei dieser Art von Energieübertragung meist geringer ist.

## Die wichtigsten Komponenten eines Schienenverteilers

### Einspeisungen (nach DIN EN 61439-6: Schienenverteilereinheit zur Einspeisung)
Die Einspeisungen sind die Elemente, an denen der Stromschiene die Energie zugeführt wird. Typische Komponenten hierbei sind
- Transformatoranschluss-Elemente zum Anschluss an die Niederspannungsseite des Transformators, üblicherweise über flexible Bänder (laminiert oder geflochten)
- Verteiler- oder Schaltanlagenanschlüsse zur direkten Verbindung an eine Niederspannungs-Schaltanlage, meist über eine solide Verschienung
- Kabeleinspeisungen zum Anschluss an Kabel, welche beispielsweise von Unterverteilungen oder anderen Schienenverteilern gespeist werden

Im Falle einer Verbindung zwischen Transformator und Schaltanlage dient das Transformatoranschluss-Element der Zuführung, das Verteileranschlussstück wiederum dem Abgang der elektrischen Energie.

### Schienenkästen (nach DIN EN 61439-6: Schienenverteilereinheit)
An die Einspeisungen sind Schienenkästen angeschlossen, welche diverse Formen annehmen können. Neben den geraden Schienenelementen, die eine übliche maximale Länge von rund 3 m besitzen, sind diverse Winkel- und Richtungsänderungsstücke ausgeprägt, die sich der Gebäudekontur anpassen und auch Versprünge, z. B. an Hindernissen, möglich machen. Die geraden Schienenkästen können über Abgangsstellen verfügen, welche die Aufnahme von Abgangskästen ermöglicht und somit die Energie von dem Schienenverteilersystem entnommen werden kann.
Eine besondere Form eines Schienenkastens ist das Dehnungselement: Dieses kann die Wärmeausdehnung der Stromschienen in Längsrichtung im Betrieb ausgleichen und somit eine mögliche Beschädigung verhindert. (Alternativ kann die Dehnung auch über spezielle Klemmen kompensiert werden, so in den Klemmen des Systems Schneider Electric KN)

### Abgangskästen

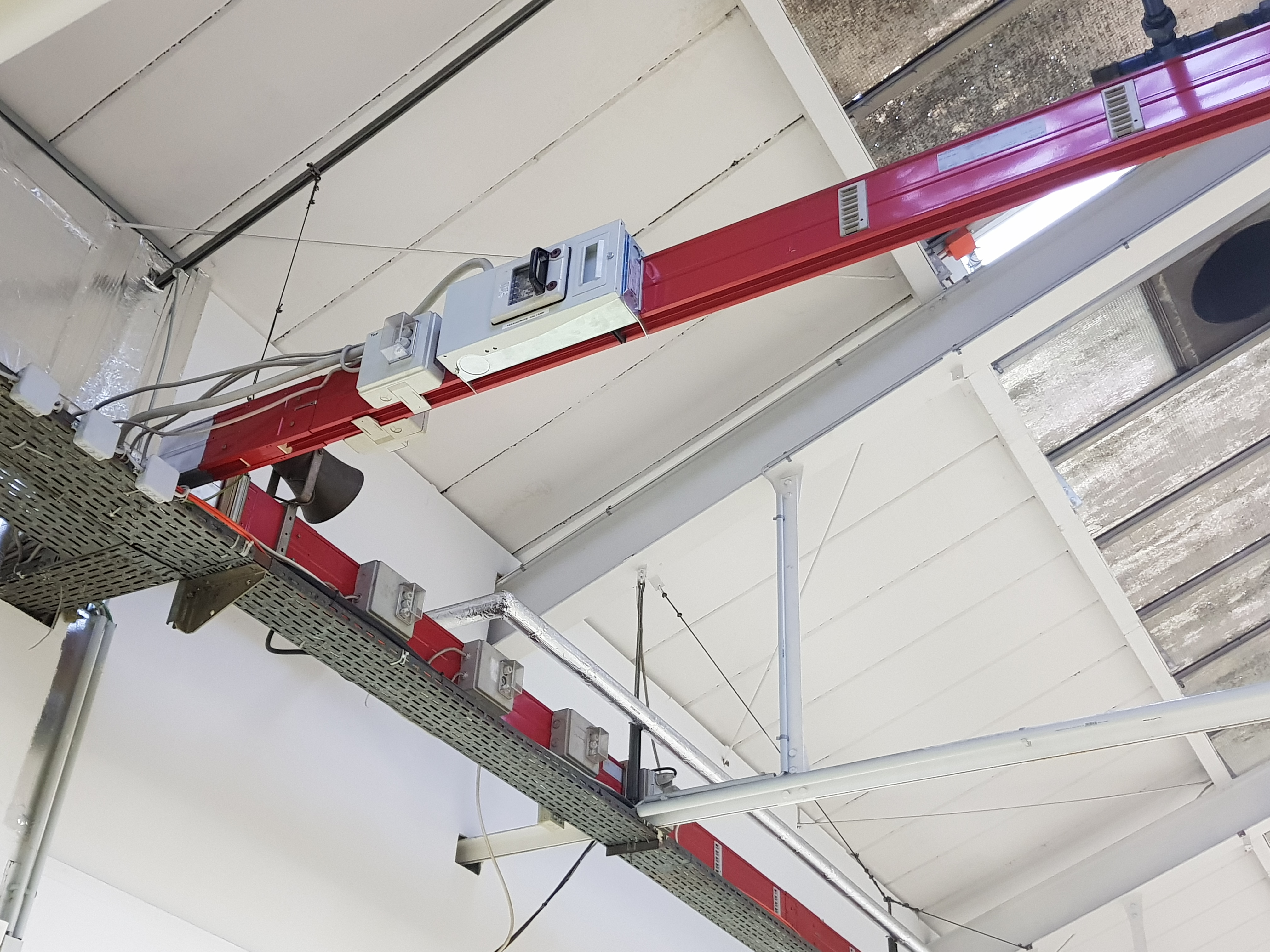
Energieabgriff an einem Schienenverteilersystem

Über Abgangskästen wird die Energie vom Schienenverteilersystem entnommen: Ein Abgangskasten muss in eine entsprechende Abgangsstelle eingebracht werden: Hierbei wird der Abgangskasten sowohl mechanisch als auch elektrisch mit dem Schienenkasten verbunden. Dies kann teilweise mit Hilfe von integrierten (z. B. EAE System KX) oder separaten (z. B. Siemens System LI) Steckhilfen erfolgen. Normativ ist bei der elektrischen Verbindung ein Voreilen (beim Stecken) bzw. ein Nacheilen (beim Ziehen) des PE-Leiters vor den Außenleitern zwingend erforderlich.
Im Abgangskasten sind Schutzgeräte (z. B. sicherungslos: Leitungsschutzschalter, Leistungsschalter oder sicherungsbehaftet: Sicherungslasttrenner, Lasttrennschalter mit Sicherungen) eingebaut und verdrahtet. Hierbei ist zu beachten, dass die primäre Verdrahtung dieser Geräte kurzschlussfest erfolgen muss.
Darüber hinaus können weitere Komponenten in den Abgangskasten eingebaut werden.
Abgangskästen sind nach Definition der Norm nur für den Abgriff und nicht zur Zufuhr von Energie zugelassen. Dies ist insbesondere hinsichtlich der Berührungssicherheit und das Entzünden von Ausblas-Gasen auf spannungsführenden Teilen wichtig.

### Zubehör
Diverses Zubehör wird für Schienenverteilersysteme angeboten: Neben spezifischen Befestigungssystemen und Abdeckungen, sind auch sicherheitsrelevante Komponenten verfügbar: Mit geprüften Brandschutz-Elementen kann ein Schienenverteiler für Brandschutzwände geführt werden. Eine Prüfung nach den Feuerwiderstandklassen gemäß DIN EN 13501 ist hierzu erforderlich.

## Trends bei Schienenverteilern
Bei Schienenverteilersystemen ist in den letzten Jahren eine Erhöhung der Schutzart gemäß DIN EN 60529 zu verzeichnen. Inzwischen ist IP55 ein industrieller quasi Standard geworden, teilweise werden Systeme in IP66 oder IP68 angeboten.
Darüber hinaus nehmen die Nennstromstärken der Schienenverteilersysteme ständig zu (hierbei sind 6300 A ein übliches Maximalmaß).
Es werden vermehrt Schienenverteilersysteme für spezielle Anwendungen (z. B. Datencenter: Arnord Mardix, System Databar; Windkraft: Siemens, System LDM) angeboten. Diese sollen die speziellen Anforderungen dieser Applikationen besser erfüllen.
Bei Schienenverteilersystemen können die Strombahnen auch zur Übertragung von Daten nutzen, dies geschieht mit Hilfe von Powerline Communication (PowerLAN, PLC). Somit sind Steuerleitungsverlegungen zu den Abgangskästen nicht mehr notwendig.